# Hold It Against Me
Hold It Against Me (engl. für: „Es mir übel nehmen“) ist ein Lied der US-amerikanischen Pop-Sängerin Britney Spears und die erste Singleauskopplung aus ihrem siebten Studioalbum Femme Fatale. Es wurde von Max Martin und Dr. Luke geschrieben und produziert. Nachdem eine Demoversion des Songs im Internet erschienen war, wurde die fertige Version am 10. Januar 2011 veröffentlicht. Hold It Against Me besteht aus einem Dubstep-beeinflussten Breakdown und einem Schlusschor mit Elementen des Rave. Der Songtext schildert, wie die Sängerin jemanden auf der Tanzfläche verführt. Das dazugehörige Musikvideo wurde am 22. und 23. Januar 2011 gedreht und am 17. Februar 2011 veröffentlicht. Zuvor hatte sich der Song weltweit ohne Promotion und Video innerhalb von drei Wochen bereits über eine Million Mal verkauft.

## Hintergrund
Hold It Against Me wurde von Dr. Luke und Max Martin geschrieben und produziert. Nachdem Gerüchte über den Songtext zu einem Lied namens Don’t Hold It Against Me im Internet auftauchten, kommentierte Dr. Luke am 9. Dezember 2010 in seinem Twitter-Account: „Ich/wir haben nie einen Song mit dem Namen ‚Don’t Hold It Against Me‘ geschrieben, […]. Wir haben ‚Hold It Against Me‘ geschrieben, aber der aufgetauchte Songtext ist nicht von diesem Lied.“ Als erster Veröffentlichungstermin wurde von mehreren Nachrichtenagenturen der 7. Januar 2011 genannt, welcher aber von Spears’ Manager Adam Leber als falsch bestätigt wurde. Am 6. Januar wurde eine frühe Demo des Titels, gesungen von Bonnie McKee, im Internet veröffentlicht. Am selben Tag veröffentlichte Spears das Single-Cover und kommentierte über Twitter: „Ich habe gehört, dass eine frühe Version meiner neuen Single geleakt wurde. Wenn ihr denkt, die ist gut, wartet lieber, bis ihr die richtige am Dienstag (11. Januar 2011) hört.“ Ryan Seacrest, Moderator bei KIIS-FM Los Angeles, spielte den Song jedoch bereits am 10. Januar 2011 zum ersten Mal in seiner Live-Sendung. Durch die Radiopremiere stürzten mehrere Internet-Seiten aufgrund der großen Nachfrage nach Informationen zu dem Song ab. Hold It Against Me wurde in den USA am 11. Januar 2011 um 00:00 Uhr offiziell als Download auf iTunes veröffentlicht. Für die Märkte in Deutschland und Großbritannien wurde Hold It Against Me zunächst nicht zum Download bereitgestellt, sondern die Veröffentlichung für Mitte/Ende Februar 2011 angesetzt. Nach dem sensationellen iTunes-Erfolg in vielen Ländern wurde zumindest in Großbritannien die Veröffentlichung als Download auf den 17. Januar 2011 vorgezogen. In Deutschland war Hold It Against Me ab dem 11. Februar 2011 als Download erhältlich, die CD-Single erschien am 18. Februar 2011.

## Komposition
Hold It Against Me ist drei Minuten und neunundvierzig Sekunden lang. Es ist ein Dance-Pop-Titel, der Trance-Beats mit Elementen von Grime vermischt. Spears Gesang wurde als „etwas bearbeitet“ beschrieben, aber nicht mit Auto-Tune-Effekten. Ebenfalls hat das Lied starke Dubstep-Einflüsse.
Rob Sheffield vom Rolling Stone kommentierte zum Lied: „Dieses Lied wiederholt die Synth-Gloom Ausstrahlung von Britneys 2007er Werk Blackout“. Er verglich den Riff mit AC/DCs Titel Dirty Deeds Done Dirt Cheap aus dem Jahre 1976. Die Hookline sei laut Ann Powers von der Los Angeles Times eine direkte Kopie von (I Just) Died in Your Arms (1986) der Cutting Crew. Nick Levine von Digital Spy verglich die Club-Ausstrahlung des Titels mit Rihannas Welthit Only Girl (In the World) aus dem Jahr 2010. Laut Musicnotes.com besitzt Hold It Against Me 132 Schläge pro Minute. Spears’ Stimmumfang reicht vom tiefen G3 bis zu der hohen Oktave G5. Inhaltlich handelt Hold It Against Me davon, die Leute auf die Tanzfläche zu bringen. Im Chorus singt Spears: „If I said I want your body now, would you hold it against me?“ und „’Cause you feel like paradise, and I need a vacation tonight.“ James Montgomery von MTV verglich den Inhalt des Liedes mit If U Seek Amy (2009).
Nach der Veröffentlichung von Hold It Against Me kritisierten die The Bellamy Brothers den Titel für die Ähnlichkeit mit deren Lied If I Said You Had a Beautiful Body Would You Hold It Against Me aus dem Jahre 1979. David Bellamy sagte in einem Statement: „Professionalität? Wir fühlen uns alle betrogen. Wo ist die Originalität?“

## Musikvideo
Das offizielle Musikvideo zu Hold It Against Me wurde am Wochenende vom 22. bis 23. Januar 2011 gedreht. Die Choreographie leitete Brian Friedman. Am 22. Dezember wurden die Tänzer für das Musikvideo ausgewählt. Die Tänzer mussten einen Tanz zu Robyns Criminal Intent aufführen und wurden danach ausgewählt.
Für den Videodreh wurde der schwedische Film- und Musikvideoregisseur Jonas Åkerlund erstmals ins Team geholt. Åkerlund arbeitete bereits mit Größen wie Madonna (Ray of Light, Music) oder Roxette (Run to You, Wish I Could Fly). Am 24. Januar war der Dreh des Videos beendet, und kurz darauf veröffentlichte Spears auf ihrem Twitter-Account ein Bild des Musikvideos sowie Kommentare dazu.
Am 4. Februar veröffentlichte Spears den ersten von insgesamt 14 Teasern zu ihrem neuen Musikvideo. Die Teaser zeigen hauptsächlich Spears in verschiedenen Bereichen, unter anderem schwebend in einem Turm aus Bildschirmen, auf denen ihre alten Musikvideos abgespielt werden, oder mit ihren männlichen Tänzern tanzend auf einer Bühne. Der sechste Teaser zeigt unter anderem eine geheime Szene, in der sie fast oben ohne, nur mit Munition bedeckt, tanzt. Neben den 14 Teasern gibt es ein weiteres Video, welches 30 Sekunden lang die Szenen des letzten Chorus zeigt.
Am 17. Februar 2011 feierte der Clip zu Hold It Against Me schließlich in den USA auf MTV seine Weltpremiere. Der Musiksender zeigte es um 21:56 Uhr in voller Länge kurz vor der erfolgreichen Reality-Show Jersey Shore.
Das Video beginnt mit einem Intro, in welchem die Erde gezeigt wird und ein Meteor einschlägt. Damit gemeint ist Britneys Karrierestart. Währenddessen gehen die Lichter im Tanzstudio an und Britney tanzt mit ihren männlichen Tänzern. Danach befindet sich Britney, gekleidet in einem weißen Kleid, in einem Turm aus Fernsehern und steigt empor. Die Fernseher zeigen alte Musikvideos von ihr u. a. die Clips von …Baby One More Time, Sometimes, Lucky und Overprotected. Auf einem der Fernseher sieht man den Mann, in den sie sich verliebte. Im Breakdown schießt Spears aus ihren Händen Farbe durch den Turm und kämpft spektakulär gegen sich selbst. Zum Schluss folgt eine letzte Tanszene und das Video endet mit einem Fragezeichen.
Das Video besitzt einen äußerst symbolischen Charakter. Es thematisiert Spears’ Karriere vom Debüt über ihren schnellen Aufstieg, den tiefen Fall bis hin zu ihrem Comeback.
Kurz nach Veröffentlichung auf iTunes erreichte das Video Platz 1 der iTunes Download Charts in mehr als 10 Ländern, u. a. in den USA, Kanada und Deutschland.
Auf Britney Spears’ Youtube-VEVO-Account wurde das Video innerhalb von 4 Tagen über 10 Millionen Mal angesehen.

## Kritiken
Hold It Against Me erhielt von den meisten Kritikern positive Bewertungen. Rick Florino von ArtistDirect gab dem Lied viereinhalb von fünf Sternen und nannte es „eines der eingängigsten Club Knaller“ von Spears und sagt: „Es steht direkt neben Britneys Klassikern wie Womanizer, Gimme More und Toxic, aber es hat eine raffinierte Eleganz mit welcher Spears in ein neues Gebiet gelangt und die Grenzen des Dance-Pop noch einmal erweitert.“
Das US-amerikanische Magazin Rolling Stone vergab 4 von 5 Sternen. Rob Sheffield schreibt, dass Spears wieder zurück in Bestform ist.
Chris White von Skiddle aus Großbritannien vergab 5 von 5 Sternen. Er beschreibt den Song als genau das, was Britney braucht, um in Zeiten wie heute mit etwas Neuem zu punkten. Des Weiteren sagt er über Britney: „Wir befinden uns am Anfang einer komplett neuen Ära… neues Image, neuer Sound und tatsächlich ein neues Leben. Ich beziehe mich natürlich auf ‚the legendary‘ Miss Britney Spears und die Veröffentlichung ihrer brandneuen Single Hold It Against Me.“

## Auftritte

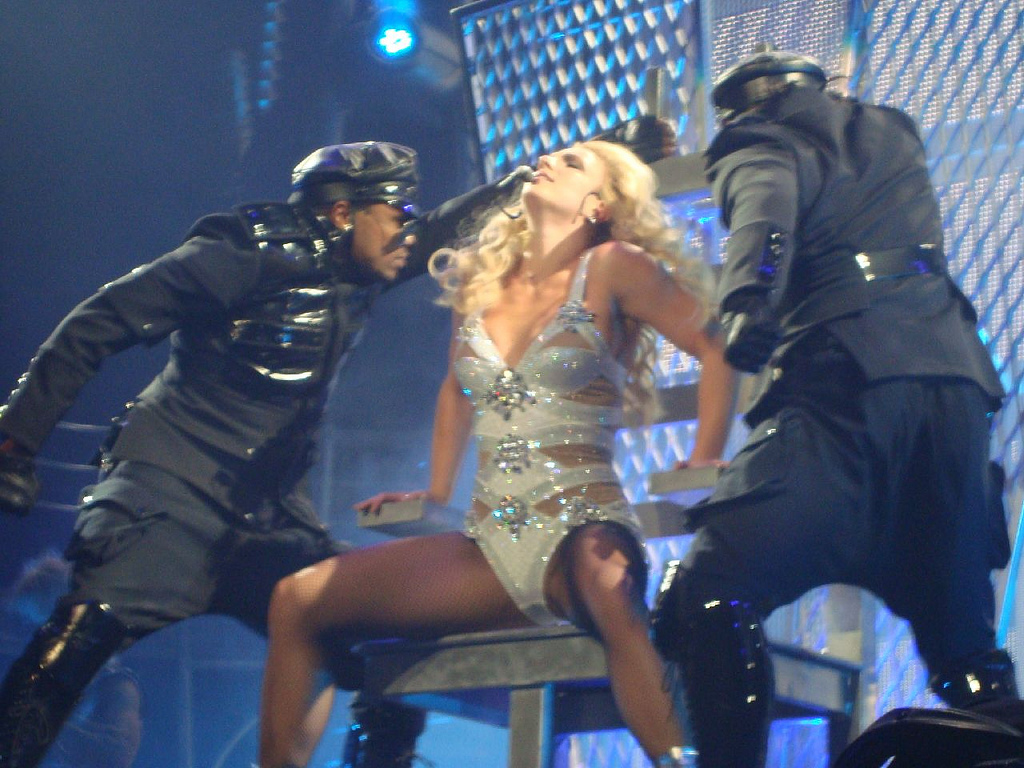
Spears singt „Hold It Against Me“ während ihrer Femme Fatale-Tour.

Spears sang Hold It Against Me erstmals beim Rain Nightclub im Palms Casino Resort am 25. März 2011. Nachdem eine Montage ihres Musikvideos auf einer Leinwand gezeigt worden war, erschien Britney in einem Catsuit auf der Bühne und sang das Lied in Begleitung ihrer männlichen Tänzer. Laut Jocelyn Vena von MTV, beinhaltete der Auftritt „eine Windmaschine, welche Britneys Haare immer sexy aussehen ließen“. Ebenfalls sang Britney am selben Tag Big Fat Bass und Till the World Ends. Spears sang diese drei Lieder auch beim Bill Graham Civic Auditorium am 27. März 2011, welches am 29. März 2011 auf Good Morning America ausgestrahlt wurde. Am 29. März 2011 sang Britney einen Medley aus Hold It Against Me, Big Fat Bass und Till the World Ends bei Jimmy Kimmel Live! Spears sang Hold It Against Me auch auf jedem Konzert als Eröffnungslied ihrer Femme Fatale-Tour. Sie sang das Lied auf einem Stuhl, wobei sie von ihren männlichen Tänzern umgeben und begleitet wurde. Die Performance ähnelte den Auftritten bei Good Morning America und im Palms Casino Resort im März 2011.

## Chartplatzierungen
Als erste Single aus ihrem siebten Studioalbum Femme Fatale wurde Hold It Against Me am 11. Januar 2011 weltweit exklusiv vorab auf iTunes veröffentlicht.
In den USA brach Hold It Against Me den Rekord der meisten Radioeinsätze an einem ersten Tag. Mit 705 Einsätzen (619 allein im Bereich Pop) am ersten Tag übertrifft Spears Mariah Carey, die mit ihrem Song Touch My Body und 498 Radioeinsätzen den Rekord seit 2009 hielt.
Mit einer Radioeinsatzzahl von 4618 innerhalb einer Woche sowie einer Höreranzahl von 33.237.000 Zuhörern stellte Hold It Against Me zudem einen weiteren Rekord für die meisten Radioeinsätze und die höchste Zuhöreranzahl für einen Song in der Debütwoche auf. In den USA konnte sich der Song innerhalb der ersten Woche 411.000-mal verkaufen und debütierte auf Platz eins der Billboard Download-Charts, es ist ihr fünfter Nummer-eins-Hit in diesen Charts. Mit dieser Anzahl von Verkäufen ist es Spearsʼ meistverkaufte Download-Song und der bis dahin meistverkaufte Download-Song einer Künstlerin innerhalb einer Woche. Sie brach den Rekord von Taylor Swift, die 2010 mit ihrer Single Today Was a Fairytale 325.000 Einheiten verkaufte. Am 26. Februar 2011 verlor Spears diesen Rekord an Lady Gaga, die mit Born This Way 450.000 verkaufte Einheiten in der Debütwoche absetzen konnte.
Hold It Against Me erreichte nach zwei Verkaufswochen dank mehr als 597.000 verkaufter Exemplare Gold-Status in den USA. Nach fünf Wochen erreichte der Song Platz fünf des Airplays in den USA, was Spears persönliche Höchstplatzierung ist. Von diesen fünf Wochen war das Lied insgesamt zwei Wochen das meistgespielte im Radio.
Erstmals den Sprung in die offiziellen Singlecharts eines Landes schaffte es der Song am 12. Januar 2011 in Finnland. Obwohl erst seit einem Tag als Download verfügbar, debütierte Hold It Against Me auf Anhieb auf Platz elf der finnischen Charts. Bereits am 14. Januar 2011 erreichte der Song in den irischen Charts Platz sechs (kletterte in der folgenden Woche auf Platz fünf) sowie in den niederländischen Charts Platz 20. In den belgischen Regionen Flandern und Wallonie erreichte der Song am 22. Januar 2011 auf Anhieb Platz zwei bzw. Platz eins. In Australien debütierte der Song am 17. Januar 2011 nach nur zwei gewerteten Verkaufstagen auf Platz zehn. In Neuseeland platzierte sich der Song am gleichen Tag auf Anhieb an der Spitze der Charts. Auch in den USA stieg der Song am 29. Januar 2011 auf Platz eins der Charts ein, was Spears zu einer der einzigen Künstlern machte, die mit mehr als einem Song auf Platz eins der US Billboard Hot 100 debütierte. Es ist der vierte Song, der die Spitze der Hot-100 erreichte, und nach 3 ihr zweiter in Folge. In den US Billboard Pop Songs Charts debütierte der Song auf Platz 16 und konnte innerhalb von zwei Wochen Platz 10 erreichen. Mit Hold It Against Me ist das nur sieben Songs zuvor gelungen. In Kanada debütierte der Song ebenfalls auf Platz eins der Canadian Hot 100 sowie den dazugehörigen Download-Single-Charts. Des Weiteren debütierte der Song in Norwegen auf Platz zwei und in Dänemark auf Platz eins. Nach einer Woche erreichte die Single am 23. Januar 2011 außerdem Platz sechs in Großbritannien. Es ist somit Spears’ 21. Top-10-Hit in diesen Charts. Der Song erreichte in der Schweiz am 30. Januar 2011 Platz sieben, in Österreich am 2. März 2011 Platz 16. In den italienischen Download Charts stieg Hold It Against Me sofort auf Platz zwei ein. Des Weiteren konnte der Titel sich in Schottland, der Slowakei, Spanien und Japan in der Top-10 platzieren.
In Deutschland blieb der Song angesichts weltweiter Top-Ten-Platzierungen hinter den Erwartungen zurück und erreichte in der ersten Chartwoche Platz 23.
| ChartsChartplatzierungen       | Höchstplatzierung | Wochen |
| ------------------------------ | ----------------- | ------ |
| Deutschland (GfK)              | 23 (6 Wo.)        | 6      |
| Österreich (Ö3)                | 16 (5 Wo.)        | 5      |
| Schweiz (IFPI)                 | 7 (13 Wo.)        | 13     |
| Vereinigte Staaten (Billboard) | 1 (17 Wo.)        | 17     |
| Vereinigtes Königreich (OCC)   | 6 (13 Wo.)        | 13     |

| ChartsJahrescharts (2011)      | Platzierung |
| ------------------------------ | ----------- |
| Vereinigte Staaten (Billboard) | 60          |

## Auszeichnungen für Musikverkäufe
| Land/Region                  | Auszeichnungen für Musikverkäufe (Land/Region, Auszeichnung, Verkäufe) | Verkäufe  |
| ---------------------------- | ---------------------------------------------------------------------- | --------- |
| Australien (ARIA)            | Platin                                                                 | 70.000    |
| Mexiko (AMPROFON)            | Gold                                                                   | 30.000    |
| Neuseeland (RMNZ)            | Gold                                                                   | 7.500     |
| Schweden (IFPI)              | 2× Platin                                                              | 80.000    |
| Vereinigte Staaten (RIAA)    | 2× Platin                                                              | 2.000.000 |
| Vereinigtes Königreich (BPI) | Silber                                                                 | 200.000   |
| Insgesamt                    | 1× Silber · 2× Gold · 5× Platin ·                                      | 2.387.500 |

Hauptartikel: Britney Spears/Auszeichnungen für Musikverkäufe

## Mitwirkende
- Gesang: Britney Spears
- Produktion: Max Martin, Dr. Luke
- Songschreiber: Bonnie McKee, Lukasz Gottwald, Mathieu Jomphe, Max Martin